# Есаулов, Александр Трофимович
Александр Трофимович Есаулов — советский хозяйственный, государственный и политический деятель.

## Биография
Родился в 1924 году в селе Рождественка. Член КПСС.
Участник Великой Отечественной войны, выпускник Никопольского металлургического техникума. С 1952 года — на хозяйственной, общественной и политической работе. В 1952—1990 гг. — мастер, начальник трубопрокатного цеха № 2, заместитель главного инженера Никопольского Южно-трубного металлургического завода, директор Нижнеднепровского трубопрокатного завода имени Карла Либкнехта Днепропетровской области.
За разработку и освоение принципиально новой технологии и агрегатов для массового производства высококачественных бесшовных труб был в составе коллектива удостоен Государственной премии СССР в области техники 1979 года.
Избирался депутатом Верховного Совета Украинской ССР 8-го и 10-го созывов.
Умер в Днепропетровске в 1995 году.